# 采恩河畔诺伊霍夫
采恩河畔诺伊霍夫是德国巴伐利亚州的一个市镇，位于采恩河畔。总面积30.86平方公里，总人口2033人，其中男性1034人，女性999人（2011年12月31日），人口密度66人/平方公里。